# メール広告
電子メールマーケティング (でんしメールマーケティング、英: email marketing)は、電子メールを使用して、特定のグループの人々に広告メッセージを送信する行為である。狭義には昔からメール広告といわれていたものである。一方、広義には、潜在的または現在の顧客に送信されるすべての電子メールは、電子メールマーケティングと見なすことができる。電子メールで広告を送信する行為に加えて、ビジネスの提案を行ったり、販売を行う、寄付を募る、といったことも含まれる。 電子メールマーケティング戦略は通常、「顧客ロイヤリティ向上」、「信頼度向上」、「ブランド認知度向上」の3つの主要な目的のうちの1つ以上を達成するために構築される。この用語は現在または以前の顧客との商売上の関係を強化し、顧客ロイヤリティ向上とリピーター増加を行い、新規顧客の獲得、既存顧客からの追加注文、そして広告の共有を行うために電子メールメッセージを送信することの意味で使われることが多い。

## 歴史
電子メールマーケティングは、21世紀の技術的成長とともに急速に進化してきた。それ以前は、まだ大部分の顧客が電子メールに成れていなかったため、電子メールを使ったマーケティングも効果が薄かった。 1978年、 Digital Equipment Corporation （DEC）のGary Thuerkは、ARPANETを介して、約400の潜在的なクライアントに最初の大量の電子メールを送信したという。彼は、これがDEC製品で1300万ドル相当の売上をもたらしたと主張し、大量の電子メールによるマーケティングの可能性を強調した。
しかし、電子メールマーケティングが直接通信の効果的な手段として発展するにつれて、1990年代に、ユーザーはますますそれを「スパム」と呼び始め、フィルターとブロックプログラムを使用して電子メールからコンテンツをブロックし始めました。電子メールを介してメッセージを効果的に伝達するために、マーケターは、自動フィルターやスパム除去ソフトウェアによって切り取られることなく、コンテンツをエンドユーザーにプッシュする方法を開発する必要があった。
歴史的に、マーケティングキャンペーンの効果を測定することは、ターゲット市場を適切に定義することができないため困難であった。電子メールマーケティングにより、マーケターはユーザーからのフィードバックをリアルタイムで確認し、キャンペーンが市場浸透を達成するのにどれほど効果的であるかを監視し、コミュニケーションチャネルの範囲を明らかにすることができる。そのため、電子メールマーケティングには、マーケターが投資収益率を特定し、効率を測定および改善できるという利点がある。

## 種類
電子メールマーケティングは、さまざまな種類の電子メールを通じて実行される。

### トランザクションメール
トランザクションメールは、顧客が会社とのやり取りで発生する情報伝達に付随して送信される。トランザクションメッセージの主目的は「受信者が合意済みの商取引を促進、完了、確認」することである。例としては、パスワードリセットの電子メール、購入・注文の確認の電子メール、注文ステータスの電子メール、再注文の電子メール、電子メールの領収書などが挙げられる。
ただし、トランザクションメールは開封率が高いため（電子メールニュースレターの36.6％に対して51.3％）、受信者との電子メールを通じての関係性を広げる良い機会となる。たとえば質問に回答してもらう、製品やサービスのクロスセルまたはアップセルするなどが考えられる。 
電子メールニュースレターソフトウェアベンダーの多くは、トランザクション電子メール機能をサポートしており。企業はトランザクション電子メールの本文に広告メッセージを含めることができる。ターゲットを絞ったパーソナライズされたトランザクション電子メールメッセージの提供や、特定のマーケティングキャンペーン（顧客紹介プログラムなど）の実行など、特殊なトランザクション電子メールマーケティングサービスを提供するソフトウェアベンダーもある。

### ダイレクトメール
ダイレクトメールは、広告メッセージ（特別オファーや製品カタログなど）を伝えるためだけにメールを送信する手法である。
電子メールの配信元や配信先リストは自社で所有し配信する場合 (オウンドメディア)と、広告会社を配信元として広告主が所有する配信先リストに配信する場合 (ペイドメディア)がある。

## 従来の郵送ダイレクトメールとの比較
従来の郵送によるダイレクトメールと比較して、電子メールマーケティングには、長所と短所の両方がある。

### 長所
電子メールマーケティングは、いくつかの理由で企業で広く取り入れられている。
- 電子メールマーケティングは、従来の郵送によるダイレクトメールよりも大幅に安価で高速である[要出典] 。
- 大量の電子メールを送信することから得られる受信者の反応を分析することで、受信者の行動に関する情報を統計的に収集できる。この情報は、企業や組織が消費者心理を理解して利用するのに役立つ[要出典] 。
- アメリカのインターネットユーザーの場合、ほぼ半数は、営業日にメールチェックと送受信を行う[5]。現地時間の午前1時から午前5時の間に配信されるメールは、他の時間に送信されるメールよりもオープン率とクリック率で優れているという研究がある[6][7]。

### 短所
- 2016年半ばの時点で、電子メールをターゲットに正しく配信できるかどうかは依然としてマーケターの課題となっている。レポートによると、合法的な電子メールサーバの平均配信率は米国で73％だった。 6％がスパムとしてフィルタリングされ、22％が不達となった。他国ではオーストラリアが90％、カナダが89％、英国が88％、フランスが84％、ドイツが80％、ブラジルが79％となっており、米国の配信率は他国より低かった[8]。
- 消費者は1日あたり平均約90通の電子メールを受信するといわれており、メッセージが紛れてしまう可能性がある[9]。
- 電子メールマーケティングを検討している企業は、使われる手法が日本の特定電子メールの送信の適正化等に関する法律やインターネットサービスプロバイダの利用規定などを順守していることを確認する必要がある。

## オプトイン電子メール広告
オプトイン電子メール広告 (パーミッション・マーケティングとも呼ばれる)は、広告の受信者がそれを受信することに同意した電子メールによる広告である。 
パーミッション・マーケティングの一般的な例は、広告会社から顧客に送信されるニュースレターやメールマガジンである。このようなニュースレターでは、今後のイベントやキャンペーン、新製品などを顧客に通知する。 この種類の広告では、顧客にニュースレターを送信するために、企業は顧客の商品購入時にニュースレターの購読を希望するかどうかを尋ねる仕組みを使うこともある。
データベースに保存されているオプトインされた連絡先情報の基盤により、マーケターはオートレスポンダーを使用して販促資料を自動的に送信できる。これはドリップマーケティングと呼ばれる。また、プロモーションを特定の市場セグメントに分けることもできる。 

## 法的要件
日本においては特定電子メールの送信の適正化等に関する法律の2008年（平成20年）改正により、特定電子メールに該当するメールに関してオプトアウト方式の配信は原則として認められなくなり、いくつかの要件を満たしていないオプトアウト方式の該当メールを営利団体や個人事業者が配信すると刑が科される場合がある。